# Ella Ballentine

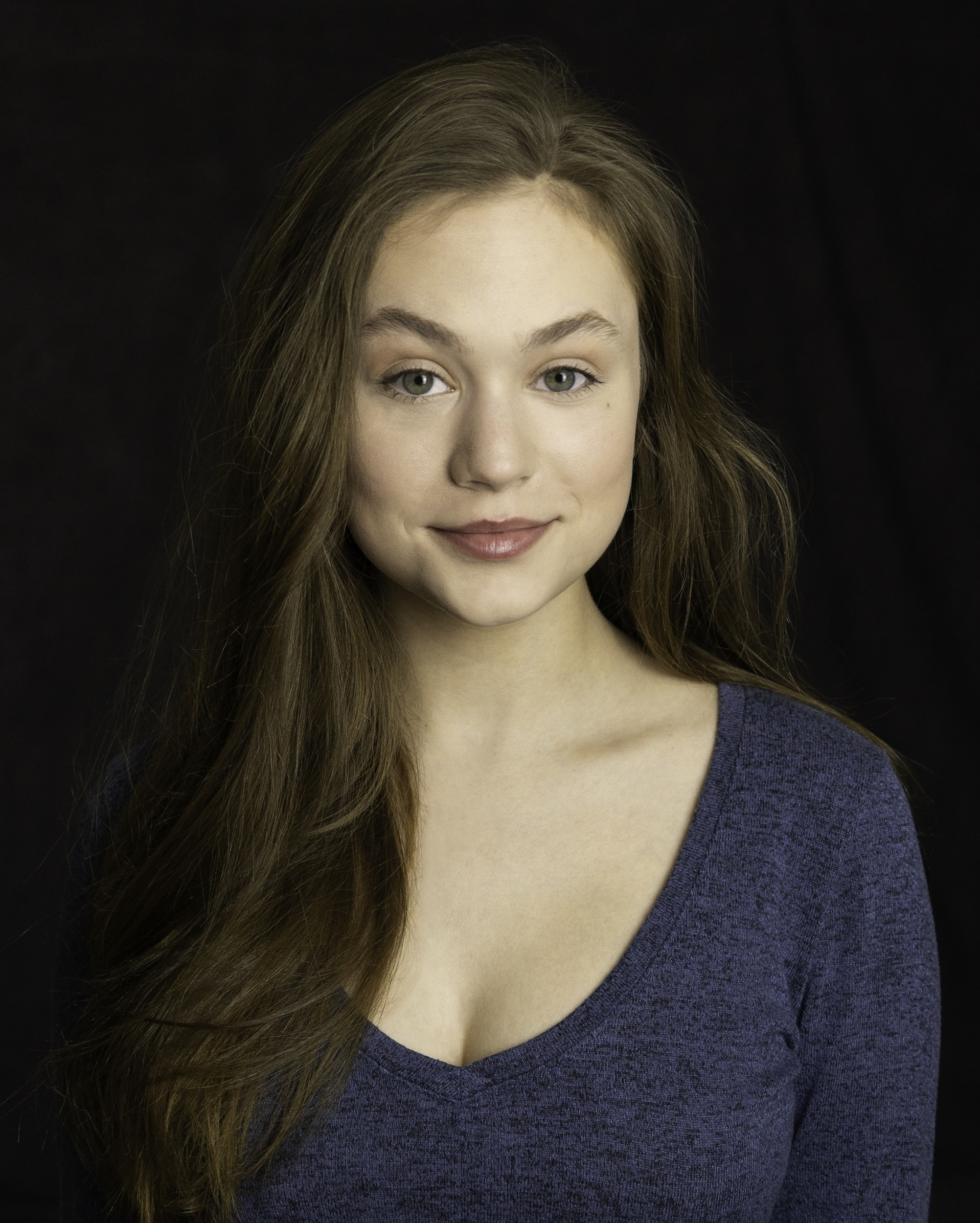
Ella Ballentine (2019)

Ella Ballentine (* 18. Juli 2001 in Toronto, Ontario) ist eine kanadische Schauspielerin.

## Leben
Ballentine begann ihre Schauspielkarriere 2011 in dem Kurzfilm Words. In der Spielzeit 2013/14 war sie am Princess of Wales Theatre in Toronto in einer Inszenierung des Musicals Les Misérables zu sehen. Diese Rolle brachte ihr mehrere Nominierungen, unter anderem für den Young Artist Award als beste junge Theaterschauspielerin ein. Es folgten Nebenrollen in kanadischen Film- und Fernsehproduktionen. 2015 erhielt sie die Hauptrolle der Anne Shirley in der Literaturverfilmung Anne auf Green Gables. Es folgten Hauptrollen in den Kinoproduktionen Standoff an der Seite von Laurence Fishburne und in dem Abenteuerfilm Kleine Helden, große Wildnis 2 – Abenteuer Serengeti, in dem sie einen Teenager spielt, der die afrikanische Wüste durchqueren muss. 2016 war sie neben Zoe Kazan in einer Hauptrolle in dem Horrorfilm The Monster zu sehen.

## Filmografie (Auswahl)
- 2011: Words (Kurzfilm)
- 2012: Baby’s First Christmas (Fernsehfilm)
- 2012: The Intergalactic Space Adventures of Cleo and Anouk (Kurzfilm)
- 2013: Lunchbox Loser (Kurzfilm)
- 2013: Clara’s Deadly Secret (Fernsehfilm)
- 2013: Time Tremors (Fernsehserie, 7 Folgen)
- 2014: The Captive
- 2014: The Calling – Ruf des Bösen (The Calling)
- 2014: Reign (Fernsehserie, Folge 2x01)
- 2014: Saving Hope (Fernsehserie, Folge 3x09)
- 2016: Anne auf Green Gables (Anne of Green Gables, Fernsehfilm)
- 2016: Standoff – Die einzige Zeugin (Standoff)
- 2016: Kleine Helden, große Wildnis 2 – Abenteuer Serengeti (Against the Wild 2: Survive the Serengeti)
- 2016: The Monster
- 2016: Anne of Green Gables: The Good Stars (Fernsehfilm)
- 2016: Milton’s Secret
- 2017: L.M. Montgomery's Anne of Green Gables: The Good Stars (Fernsehfilm)
- 2017: Anne of Green Gables: Fire & Dew (Fernsehfilm)
- 2018: The Detail (Fernsehserie, Folge 1x09)
- 2019: Black Conflux
- 2020: The Dark and the Wicked
- 2021: Rise and Shine, Benedict Stone (Fernsehfilm)
- 2024: Believer

## Nominierungen
- Broadway World Awards 2013: Nominierung für Les Miserables
- Young Artist Awards 2013: Nominierung als beste Theaterschauspielerin für Les Miserables und als beste Nebendarstellerin in einem Fernsehfilm für Baby's 1st Christmas
- Young Artist Awards 2014: Nominierung als beste Darstellerin in einem Fernsehfilm für Clara's Deadly Secret
- Young Artist Awards 2015: Nominierung als beste Gastdarstellerin in einer Fernsehserie für Reign